# Plano de bits

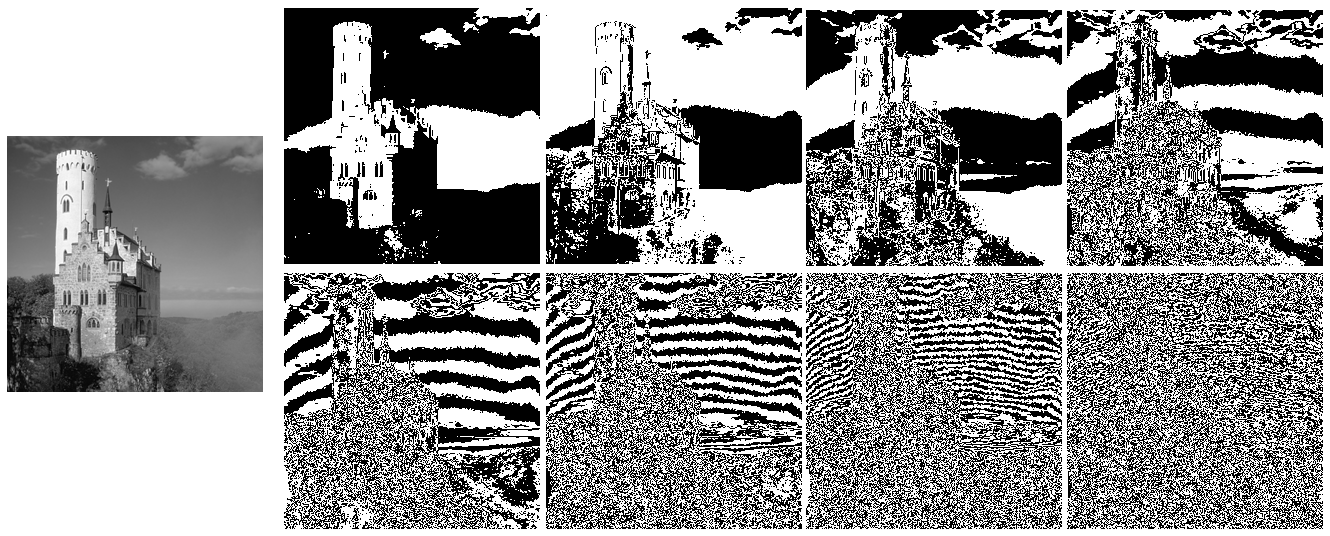
8 planos de bits que representan una misma imagen.

Un plano de bits de una señal discreta digital (como una imagen o un sonido) es un conjunto de bits correspondientes a una posición de bit dada en cada uno de los números binarios que representan la señal.
Por ejemplo, para la representación de datos de 16 bits, hay 16 planos de bits: el primero contiene el conjunto de los bits más significativos, y el decimosexto contiene los bits menos significativos.
Es posible ver que el primer plano de bits da los bits más aproximados pero cuanto más crítica es la aproximación de los valores de un medio, y más alto es el número del plano de bits, menor es su contribución a la plataforma final. Por lo tanto, la adición de un plano de bits da una mejor aproximación.
Si un bit en el enésimo plano de bits en un conjunto de datos de m bits se establece en 1, aporta un valor de 2(m-n), en caso contrario, no aporta nada. Por lo tanto, los planos de bits pueden aportar la mitad del valor del plano de bits anterior. Por ejemplo, en una representación de 8 bits con valor 10.110.101 (181 en decimal) los planos de bits funcionan de la siguiente manera:
| Plano de bits | Valor | Aportación    | Total acumulado |
| ------------- | ----- | ------------- | --------------- |
| 1.º           | 1     | 1 * 2^7 = 128 | 128             |
| 2.º           | 0     | 0 * 2^6 =0    | 128             |
| 3.º           | 1     | 1 * 2^5 = 32  | 160             |
| 4.º           | 1     | 1 * 2^4 = 16  | 176             |
| 5.º           | 0     | 0 * 2^3 = 0   | 176             |
| 6.º           | 1     | 1 * 2^2 = 4   | 180             |
| 7.º           | 0     | 0 * 2^1 = 0   | 180             |
| 8.º           | 1     | 1 * 2^0 = 1   | 181             |

El nombre de plano de bits se utiliza a veces como sinónimo de mapa de bits; pero, técnicamente, el primero se refiere a la ubicación de los datos en la memoria y el segundo a los propios datos.
Uno de los aspectos de la utilización de planos de bits es la determinación de si un plan de bits es ruido o contiene información significativa.
Un método para el cálculo de esto es comparar cada píxel (X, Y) con los tres píxeles adyacentes (X-1, Y), (X, Y-1) y (X-1, y-1). Si el píxel es el mismo que al menos dos de los tres píxeles adyacentes, no es ruido. Un plano de bits con ruido tendrá entre un 49% y un 51% de píxeles que son ruido.

## Aplicaciones

### Formatos de archivos multimedia
Como un ejemplo, en el sonido PCM la codificación del primer bit en la muestra indica el signo de la función, y el último bit define el valor preciso. La sustitución de los bits más significativos tiene como resultado más distorsión que la sustitución de los bits menos significativos. En compresión de datos con pérdidas que utilizan planos de bits se da más libertad para codificar estos planos menos significativos, en cambio, es más complicado de preservar los planos de bits más significativos.

### Visualización de mapas de bits
Algunos ordenadores mostraban gráficos en formato plano de bits, como era el caso de la Amiga y de la Atari ST, contrastando con los otros que utilizaban un formato más común. Esto permitió que ciertos tipos de manipulación de imágenes se realizaran utilizando operaciones bit a bit (especialmente con un chip blitter), y mediante efectos de desplazamiento de paral·laxi.

### Estimación de movimiento de vídeo
Algunos algoritmos de estimación de movimiento se pueden realizar utilizando planos de bits (por ejemplo, después de la aplicación de un filtro para convertir las características de los márgenes destacados en valores binarios). Esto a veces puede proporcionar una buena aproximación suficiente para las operaciones de correlación con coste computacional mínimo. Esto se basa en la observación de que la información espacial es más importante que los valores reales. Las circunvoluciones pueden reducirse por las operaciones de desplazamiento de bits, o si se realizan en maquinaria especializada.

### Redes neuronales
Los formatos de planos de bits pueden utilizarse para pasar imágenes a las redes neuronales de impulsos, o aproximaciones de baja precisión a las redes neuronales convolucionales o a las redes neuronales artificiales.